# Jussara (Paraná)
Jussara est une municipalité brésilienne située dans l'État du Paraná.